# Slag bij Las Navas de Tolosa
De Slag bij Las Navas de Tolosa (Spaans: Batalla de Las Navas de Tolosa, Arabisch:معركة العقاب) vond plaats vlak bij Las Navas de Tolosa (tegenwoordig Santa Elena), een plaatsje in het noorden van de Spaanse provincie Jaén op 16 juli 1212. Het was een beslissende slag in de reconquista. Daarbij versloegen de christelijke legers, verzameld door koning Alfons VIII van Castilië, de Moorse Almohaden die vanaf het midden van de 12e eeuw heersten in Al-Andalus, het Spanje onder de Moren.
Het christelijke leger werd gevormd door:
- De Castiliaanse troepen onder aanvoering van Alfons VIII;
- De legers van Sancho VII van koninkrijk Navarra, Peter II van koninkrijk Aragon en Alfons II van koninkrijk Portugal;
- Ridders van de Orde van Santiago, de Orde van Calatrava, de Maltezer Orde en Orde van de tempeliers, alsmede ongeorganiseerde ridders uit vooral Frankrijk en Italië.

## Voorgeschiedenis
In 1195 werd Alfons VIII van Castilië verslagen door de Almohaden in de Slag van Alarcos. Na deze overwinning hadden de Almohaden diverse steden ingenomen, zoals Trujillo, Plasencia, Talavera, Cuenca en Uclés. De grote overwinning had echter ook offers geëist bij de Almohaden, waardoor ze niet konden doordrukken. Zestien jaar later, in 1211, stak Mohammed an-Nasir de Straat van Gibraltar over met een geweldig sterk leger en lanceerde een invasie in het christelijke deel van Spanje. De vesting van de Orde van Calatrava in Salvatierra werd ingenomen. Hierna was de dreiging voor de Spaanse koninkrijken zo groot dat paus Innocentius III opriep tot een kruistocht. Alfons VIII zond zijn vertrouweling, Rodrigo Jiménez de Rada, aartsbisschop van Toledo, op een rondreis door Europa om steun te verwerven.
Veel ridders en manschappen stroomden toe vanuit de rest van Europa. Eenmaal in Spanje waren velen het echter niet eens met de tolerante houding van Alfons ten opzichte van Joden en Moslims. Zij kwamen in opstand tegen het verbod buit te vergaren en gevangengenomen moslims te doden. In Toledo, waar verschillende legers uit Europa verzamelden, leidde dit tot een pogrom in het Joodse kwartier. Hierna verlieten 30.000 manschappen de stad en gingen terug. Alfons had hierna nog 50.000 manschappen over tegen de 150.000 van An-Nasir.

## De slag
Alfons stak met een lokale schaapherder als gids via de Despeñaperros-bergpas de bergen over naar het kamp van de Almohaden. Het christelijke leger viel massaal aan in een verrassingsaanval.
Volgens de legende had de kalief zijn hoofdkwartier omringd met slaafsoldaten die aan elkaar waren geketend als verdediging. Het christelijke leger doorbrak de verdediging. De kalief kon nog vluchten, maar zijn leger was uiteengevallen en opgejaagd. 100.000 van de 150.000 Moren vielen op het slagveld. Door de verrassingsaanval waren de slachtoffers aan christelijke zijde zeer gering: circa 2.000. Met name de kopstukken van de kruisridders (de meesters van de orde van Santiago, die van Calatrava en van de Tempeliers) waren onder de slachtoffers aan christelijke zijde.
De aartsbisschop van Narbonne schatte het dodenaantal van de Moren overigens op 60.000 of meer en dat van de christenen op 40.000.
An-Nazir vluchtte naar Marrakesh, waar hij binnen een jaar stierf.

## Gevolgen
De slag maakte van het koninkrijk Castilië de leidende macht op het Iberisch schiereiland. Het rivaliserende koninkrijk León, wiens koning Alfons IX geweigerd had troepen te leveren, werd naar het tweede plan verwezen.
De slag was van een dusdanige omvang dat deze de val van het Almohadenrijk inluidde. Niet alleen op het Iberisch Schiereiland, maar ook in de Maghreb tien jaar later. Na de eeuwenlange territoriale patstelling was de slag de impuls van de herleving van de reconquista.
Na de slag nam Castilië de steden Baeza en Úbeda in. Vanuit deze strategische steden werd de aanval opgezet om de rest van Al-Andalus te heroveren. Ferdinand III van Castilië veroverde Córdoba in 1236, Jaén in 1246, en Sevilla in 1248; daarna Arcos, Medina-Sidonia, Jerez en Cádiz. Het koninkrijk Aragon had in de tussentijd de Balearen (vanaf 1228) en Valencia (1238) ingenomen. Al-Andalus bestond niet meer en in feite was Koninkrijk Granada het enige overgebleven islamitische rijk in Iberië (tot 1492). Ferdinand had de smaak te pakken en wilde doorstoten naar de Maghreb (alwaar het Almohadenrijk ineenstortte), maar tijdens de voorbereiding sloeg de pest in zijn kamp toe. Ferdinand stierf in 1252 in Sevilla.
Nog eenmaal werd vanuit de Maghreb, ditmaal onder de Mariniden, een invasie gepland op Iberië. Deze invasie is uiteindelijk gestuit bij de Slag bij Salado door de kleinzoon van Ferdinand, Sancho IV.

## Fictie
S.J.A. Turney beschrijft de slag in zijn historische roman The Crescent and the Cross.

## Voetnoten
1. ↑  Volgens de koning van Castilië: "Aan hun zijde vielen 100 000 gewapende mannen in de strijd..." Zie Lynn Hunt, R. Po-chia Hsia, Thomas R. Martin, Barbara H. Rosenwein en Bonnie Smith, The Making of the West: Peoples and Cultures: A Concise History: Volume I: To 1740, Second Edition (New York: Bedford/St. Martin's 2007), 391.
2. ↑  Zuid-Spanje, Insight Guides, pag. 43, Uitg. Cambium, Zeewolde (1998), ISBN 90-6655-012-0
3. ↑  Luc Corluy, De Spaanse Conquista en Reconquista 711-1492, 2011, ISBN 978-90-5826-772-6